# Partecipanti al Giro di Romandia 2023
Elenco dei partecipanti al Giro di Romandia 2023.
Il Giro di Romandia 2023 è stato la settantaseiesima edizione della corsa. Alla competizione presero parte ventidue squadre: le diciotto con licenza UCI World Tour 2023, tre UCI ProTeam e una selezione nazionale svizzera.
Ciascuna delle squadre è composta da sette ciclisti, per un totale di 154 ciclisti accreditati alla partenza.

## Corridori per squadra
| Bora-Hansgrohe        | Bora-Hansgrohe        | Bora-Hansgrohe        | UAE Team Emirates   | UAE Team Emirates     | UAE Team Emirates   | Jumbo-Visma              | Jumbo-Visma              | Jumbo-Visma              |
| --------------------- | --------------------- | --------------------- | ------------------- | --------------------- | ------------------- | ------------------------ | ------------------------ | ------------------------ |
| N°                    | Ciclista              | Clas.                 | N°                  | Ciclista              | Clas.               | N°                       | Ciclista                 | Clas.                    |
| 1                     | Sergio Higuita        | NP 3ª                 | 11                  | Adam Yates            | 1°                  | 21                       | Steven Kruijswijk        | 31°                      |
| 2                     | Cesare Benedetti      | 101°                  | 12                  | Ivo Oliveira          | 108°                | 22                       | Tobias Foss              | NP 4ª                    |
| 3                     | Nico Denz             | 77°                   | 13                  | Juan Ayuso            | 16°                 | 23                       | Robert Gesink            | NP 4ª                    |
| 4                     | Bob Jungels           | 42°                   | 14                  | Mikkel Bjerg          | 35°                 | 24                       | Thomas Gloag             | 11°                      |
| 5                     | Luis-Joe Lührs        | 59°                   | 15                  | Finn Fisher-Black     | 32°                 | 25                       | Lennard Hofstede         | R 2ª                     |
| 6                     | Cian Uijtdebroeks     | 6°                    | 16                  | Rafał Majka           | 10°                 | 26                       | Gijs Leemreize           | 64°                      |
| 7                     | Ben Zwiehoff          | 56°                   | 17                  | Domen Novak           | 82°                 | 27                       | Jos van Emden            | 92°                      |
| Soudal Quick-Step     | Soudal Quick-Step     | Soudal Quick-Step     | Alpecin-Deceuninck  | Alpecin-Deceuninck    | Alpecin-Deceuninck  | Trek-Segafredo           | Trek-Segafredo           | Trek-Segafredo           |
| N°                    | Ciclista              | Clas.                 | N°                  | Ciclista              | Clas.               | N°                       | Ciclista                 | Clas.                    |
| 31                    | Rémi Cavagna          | 46°                   | 41                  | Quinten Hermans       | 67°                 | 51                       | Tony Gallopin            | 44°                      |
| 32                    | Josef Černý           | 93°                   | 42                  | Tobias Bayer          | R 4ª                | 52                       | Julien Bernard           | 86°                      |
| 33                    | Dries Devenyns        | 99°                   | 43                  | Jason Osborne         | 38°                 | 53                       | Marc Brustenga           | 115°                     |
| 34                    | James Knox            | NP 2ª                 | 44                  | Kristian Sbaragli     | 109°                | 54                       | Kenny Elissonde          | NP 5ª                    |
| 35                    | Fausto Masnada        | NP 5ª                 | 45                  | Robert Stannard       | 90°                 | 55                       | Asbjørn Hellemose        | 49°                      |
| 36                    | Casper Pedersen       | 87°                   | 46                  | Lionel Taminiaux      | 119°                | 56                       | Jacopo Mosca             | 68°                      |
| 37                    | Ethan Vernon          | 94°                   | 47                  | Fabio Van Den Bossche | 111°                | 57                       | Thibau Nys               | 57°                      |
| EF Education-EasyPost | EF Education-EasyPost | EF Education-EasyPost | Groupama-FDJ        | Groupama-FDJ          | Groupama-FDJ        | Movistar Team            | Movistar Team            | Movistar Team            |
| N°                    | Ciclista              | Clas.                 | N°                  | Ciclista              | Clas.               | N°                       | Ciclista                 | Clas.                    |
| 61                    | Magnus Cort Nielsen   | 69°                   | 71                  | Thibaut Pinot         | 5°                  | 81                       | Matteo Jorgenson         | 2°                       |
| 62                    | Andrey Amador         | 78°                   | 72                  | Lewis Askey           | 104°                | 82                       | William Barta            | 13°                      |
| 63                    | Jonathan Caicedo      | 24°                   | 73                  | Lorenzo Germani       | 63°                 | 83                       | Fernando Gaviria         | 105°                     |
| 64                    | Simon Carr            | NP 5ª                 | 74                  | Matthieu Ladagnous    | 79°                 | 84                       | Gregor Mühlberger        | 43°                      |
| 65                    | Odd Christian Eiking  | 37°                   | 75                  | Lenny Martinez        | 28°                 | 85                       | Nelson Oliveira          | 26°                      |
| 66                    | Mark Padun            | R 4ª                  | 76                  | Enzo Paleni           | 62°                 | 86                       | Iván Romeo               | 102°                     |
| 67                    | Sean Quinn            | NP 2ª                 | 77                  | Reuben Thompson       | 60°                 | 87                       | Sergio Samitier          | 52°                      |
| Bahrain Victorious    | Bahrain Victorious    | Bahrain Victorious    | Ineos Grenadiers    | Ineos Grenadiers      | Ineos Grenadiers    | Team Jayco AlUla         | Team Jayco AlUla         | Team Jayco AlUla         |
| N°                    | Ciclista              | Clas.                 | N°                  | Ciclista              | Clas.               | N°                       | Ciclista                 | Clas.                    |
| 91                    | Gino Mäder            | 15°                   | 101                 | Egan Bernal           | 8°                  | 111                      | Simon Yates              | R 1ª                     |
| 92                    | Nikias Arndt          | 75°                   | 102                 | Jonathan Castroviejo  | 12°                 | 112                      | Lawson Craddock          | 73°                      |
| 93                    | Damiano Caruso        | 3°                    | 103                 | Ethan Hayter          | 20°                 | 113                      | Eddie Dunbar             | 9°                       |
| 94                    | Rainer Kepplinger     | 14°                   | 104                 | Jhonatan Narváez      | 40°                 | 114                      | Chris Harper             | 36°                      |
| 95                    | Filip Maciejuk        | 95°                   | 105                 | Brandon Rivera        | R 5ª                | 115                      | Christopher Juul Jensen  | NP 5ª                    |
| 96                    | Johan Price-Pejtersen | NP 5ª                 | 106                 | Elia Viviani          | R 5ª                | 116                      | Matteo Sobrero           | 48°                      |
| 97                    | Dušan Rajović         | NP 5ª                 | 107                 | Cameron Wurf          | 112°                | 117                      | Filippo Zana             | 17°                      |
| Team DSM              | Team DSM              | Team DSM              | AG2R Citroën Team   | AG2R Citroën Team     | AG2R Citroën Team   | Intermarché-Circus-Wanty | Intermarché-Circus-Wanty | Intermarché-Circus-Wanty |
| N°                    | Ciclista              | Clas.                 | N°                  | Ciclista              | Clas.               | N°                       | Ciclista                 | Clas.                    |
| 121                   | Romain Bardet         | 7°                    | 131                 | Clément Berthet       | 27°                 | 141                      | Louis Meintjes           | 19°                      |
| 122                   | Marco Brenner         | 96°                   | 132                 | Geoffrey Bouchard     | 22°                 | 142                      | Niccolò Bonifazio        | 107°                     |
| 123                   | Alberto Dainese       | NP 3ª                 | 133                 | Dorian Godon          | 65°                 | 143                      | Lilian Calmejane         | NP 5ª                    |
| 124                   | Chris Hamilton        | 61°                   | 134                 | Paul Lapeira          | 80°                 | 144                      | Rui Costa                | R 1ª                     |
| 125                   | Niklas Märkl          | NP 3ª                 | 135                 | Nans Peters           | 39°                 | 145                      | Kobe Goossens            | NP 4ª                    |
| 126                   | Oscar Onley           | 23°                   | 136                 | Michael Schär         | 50°                 | 146                      | Dion Smith               | 98°                      |
| 127                   | Max Poole             | 4°                    | 137                 | Clément Venturini     | 70°                 | 147                      | Rein Taaramäe            | 25°                      |
| Cofidis               | Cofidis               | Cofidis               | Team Arkéa-Samsic   | Team Arkéa-Samsic     | Team Arkéa-Samsic   | Astana Qazaqstan Team    | Astana Qazaqstan Team    | Astana Qazaqstan Team    |
| N°                    | Ciclista              | Clas.                 | N°                  | Ciclista              | Clas.               | N°                       | Ciclista                 | Clas.                    |
| 151                   | Ion Izagirre          | NP 3ª                 | 161                 | Kévin Vauquelin       | R 2ª                | 171                      | Aleksej Lucenko          | NP 1ª                    |
| 152                   | Thomas Champion       | NP 5ª                 | 162                 | Clément Champoussin   | 47°                 | 172                      | Leonardo Basso           | 116°                     |
| 153                   | Eddy Finé             | 88°                   | 163                 | Ewen Costiou          | R 5ª                | 173                      | Gleb Brusenskij          | 110°                     |
| 154                   | Simon Geschke         | 89°                   | 164                 | Kévin Ledanois        | 83°                 | 174                      | Mark Cavendish           | R 1ª                     |
| 155                   | Jesús Herrada         | 30°                   | 165                 | Luca Mozzato          | 106°                | 175                      | Gianmarco Garofoli       | 66°                      |
| 156                   | Anthony Perez         | NP 3ª                 | 166                 | Andrij Ponomar        | R 1ª                | 176                      | Antonio Nibali           | 58°                      |
| 157                   | Pierre-Luc Périchon   | R 4ª                  | 167                 | Cristián Rodríguez    | 41°                 | 177                      | Harold Tejada            | 21°                      |
| Lotto Dstny           | Lotto Dstny           | Lotto Dstny           | Israel-Premier Tech | Israel-Premier Tech   | Israel-Premier Tech | Tudor Pro Cycling Team   | Tudor Pro Cycling Team   | Tudor Pro Cycling Team   |
| N°                    | Ciclista              | Clas.                 | N°                  | Ciclista              | Clas.               | N°                       | Ciclista                 | Clas.                    |
| 181                   | Eduardo Sepúlveda     | 29°                   | 191                 | Michael Woods         | R 4ª                | 201                      | Sébastien Reichenbach    | 34°                      |
| 182                   | Johannes Adamietz     | 53°                   | 192                 | Chris Froome          | 97°                 | 202                      | Tom Bohli                | 114°                     |
| 183                   | Thomas De Gendt       | 81°                   | 193                 | Reto Hollenstein      | 74°                 | 203                      | Alexander Kamp           | 72°                      |
| 184                   | Milan Menten          | 84°                   | 194                 | Mason Hollyman        | R 4ª                | 204                      | Arthur Kluckers          | 100°                     |
| 185                   | Sylvain Moniquet      | 33°                   | 195                 | Giacomo Nizzolo       | R 4ª                | 205                      | Joël Suter               | 71°                      |
| 186                   | Mathijs Paasschens    | 51°                   | 196                 | Nick Schultz          | 55°                 | 206                      | Yannis Voisard           | 18°                      |
| 187                   | Harry Sweeny          | 45°                   | 197                 | Rick Zabel            | R 1ª                | 207                      | Luc Wirtgen              | 76°                      |
| Selezione svizzera    |                       |                       |                     |                       |                     |                          |                          |                          |
| N°                    | Ciclista              | Clas.                 |                     |                       |                     |                          |                          |                          |
| 211                   | Jan Christen          | 54°                   |                     |                       |                     |                          |                          |                          |
| 212                   | Antoine Aebi          | 118°                  |                     |                       |                     |                          |                          |                          |
| 213                   | Jonathan Bögli        | 103°                  |                     |                       |                     |                          |                          |                          |
| 214                   | Antoine Debons        | 85°                   |                     |                       |                     |                          |                          |                          |
| 215                   | Dario Lillo           | 113°                  |                     |                       |                     |                          |                          |                          |
| 216                   | Jan Sommer            | 91°                   |                     |                       |                     |                          |                          |                          |
| 217                   | Jan Stöckli           | 117°                  |                     |                       |                     |                          |                          |                          |